# Badamlısu
Badamlısu är en ort i Azerbajdzjan.   Den ligger i distriktet Nachitjevan, i den sydvästra delen av landet, 400 kilometer väster om huvudstaden Baku. Badamlısu ligger 1 284 meter över havet och antalet invånare är 635.
Terrängen runt Badamlısu är huvudsakligen kuperad, men norrut är den bergig. Närmaste större samhälle är Cahri, 12,4 kilometer sydväst om Badamlısu. 
Trakten runt Badamlısu består i huvudsak av gräsmarker. Runt Badamlısu är det ganska glesbefolkat, med 30 invånare per kvadratkilometer.